# تپه دره انجیل
تپه دره انجیل مربوط به سده‌های میانه دوران‌های تاریخی پس از اسلام است و در شهرستان شاهرود، بخش بسطام، دهستان خرقان، روستای ابرسج واقع شده و این اثر در تاریخ ۷ اسفند ۱۳۸۶ با شمارهٔ ثبت ۲۱۴۰۵ به‌عنوان یکی از آثار ملی ایران به ثبت رسیده است.